# Ruslan Fiščenko
Ruslan Il'garovič Fiščenko (in russo Руслан Ильгарович Фищенко?; Mosca, 9 giugno 2000) è un calciatore russo, centrocampista del Rodina Mosca.

## Caratteristiche tecniche
È un esterno sinistro.

## Carriera
Debutta in Prem'er-Liga il 25 luglio 2021 giocando con l'Ufa l'incontro perso 1-0 contro il CSKA Mosca.

## Statistiche

### Presenze e reti nei club
Statistiche aggiornate al 31 luglio 2021.
| Stagione        | Squadra         | Campionato      | Campionato | Campionato | Coppe nazionali | Coppe nazionali | Coppe nazionali | Coppe continentali | Coppe continentali | Coppe continentali | Altre coppe | Altre coppe | Altre coppe | Totale | Totale |
| Stagione        | Squadra         | Comp            | Pres       | Reti       | Comp            | Pres            | Reti            | Comp               | Pres               | Reti               | Comp        | Pres        | Reti        | Pres   | Reti   |
| --------------- | --------------- | --------------- | ---------- | ---------- | --------------- | --------------- | --------------- | ------------------ | ------------------ | ------------------ | ----------- | ----------- | ----------- | ------ | ------ |
| 2019-2020       | Veles Mosca     | 2D              | 12         | 0          | CR              | 2               | 0               |                    | -                  | -                  |             | -           | -           | 14     | 0      |
| 2020-2021       | Veles Mosca     | 1D              | 39         | 0          | CR              | 2               | 0               |                    | -                  | -                  |             | -           | -           | 41     | 0      |
| 2021-2022       | Ufa             | PL              | 4          | 0          | CR              | 0               | 0               |                    | -                  | -                  |             | -           | -           | 4      | 0      |
| Totale carriera | Totale carriera | Totale carriera | 55         | 0          |                 | 4               | 0               |                    | -                  | -                  |             | -           | -           | 59     | 0      |